# Казимировский, Эдуард Соломонович
Эдуард Соломонович Казимировский (род. 24 апреля 1937 года, Москва) — советский и российский физик, доктор наук, профессор. Известен своими исследованиями в области динамики ионосферы и солнечно-земной физики.
Родился в 1937 году в Москве в семье театрального режиссёра Соломона Савельевича Казимировского. Вместе с семьей переехал в Иркутск.
В 1953 году окончил среднюю школу, и поступил в Иркутский государственный университет на физико-математический факультет, который окончил в 1958 году. По окончании вуза остался в нём работать, зачисляется в штат Иркутской комплексной магнитно-ионосферной станции.
Исследования ученого сосредоточены вокруг изучения радиофизических измерений атмосферных движений в околоземном космическом пространстве. Полученные данные дают важную информацию о динамическом режиме ионосферы над Восточной Сибирью.
1957 работал в Институте солнечно-земной физики СО РАН СССР, занимая должности техника, инженера, научного сотрудника, заведующего лабораторией, главного научного сотрудника.
В 1963 году получил степень кандидата наук. Вскоре был избран членом Международной ассоциации по геомагнетизму и аэрономии (МАГА). Исследую нижнею атмосферу Земли ученый выдвигает теорию о воздействии метеорологических процессов в нижней атмосфере на динамику околоземного космоса, и предоставляет её экспериментальные свидетельства.
С 1964 года совмещал работу в Академии Наук с преподавательской деятельностью в Иркутском государственном университете на кафедре радиофизики и космической физики. В 1974 году стал доктором наук. В 1981 году получил звание профессора. Параллельно читал лекции в Иркутском политехническом институте.
С 1996 года возглавлял кафедру радиоэлектроники в Иркутском политехническом институте.
В 2002 году ушел на пенсию, однако остается активным сотрудником ИСЗФ СО РАН.
Является автором большого количества научных работ, среди которых 5 монографий. Действительный член Метеорологической академии РФ, член Американского геофизического союза, член Американского физического института, член Нью-Йоркской академии наук.

## Труды
- Ионосферные процессы. — Новосибирск : Наука, 1968. — В соавт.
- Волшебное зеркало планеты. — Иркутск : Вост.-Сиб. кн. изд-во, 1978. — 159 с. : ил.
- Движения в ионосфере / отв. ред. Н. М. Ерофеев. — Новосибирск : Наука, Сиб. отд-ние, 1979. — 344 с. : ил. — В соавт.
- Мы живём в короне солнца. — 2-е изд., испр. — М. : Наука, 1983. — 133 с. : ил., 4 л. ил. — (Человек и окружающая среда).
- Метеорологические эффекты в ионосфере. — Л., 1987.
- Комета в космической плазме. — Л. : Гидрометеоиздат, 1990. — 183 с. : ил.